# Membranipora hugliensis
Membranipora hugliensis är en mossdjursart som beskrevs av Robertson 1921. Membranipora hugliensis ingår i släktet Membranipora och familjen Membraniporidae. Inga underarter finns listade i Catalogue of Life.